# Điện Mặt Trời Đa Mi
Nhà máy điện Mặt Trời Đa Mi hay điện Mặt Trời nổi Đa Mi là nhà máy điện Mặt Trời xây dựng với các tấm pin Mặt Trời lắp đặt trên mặt nước hồ thủy điện Đa Mi, trong vùng đất các xã La Ngâu, huyện Tánh Linh và Đa Mi, La Dạ, huyện Hàm Thuận Bắc, tỉnh Bình Thuận, Việt Nam.Điện Mặt Trời Đa Mi có công suất lắp máy 47,5 MWp, sản lượng điện hàng năm gần 70 triệu kWph, khởi công năm 2017, hoàn thành phát điện giai đoạn 1 vào ngày 13 tháng 5 năm 2019 và chính thức phát điện thương mại toàn nhà máy vào ngày 01 tháng 6 năm 2019.
Dự án có với tổng số 143940 tấm pin Mặt Trời loại polycrystalline PV được lắp đặt trên diện tích 50 ha mặt hồ thủy điện Đa Mi, và phần trên mặt đất khoảng gần 6,65 ha để xây dựng trạm biến áp, inverter và đường dây tải điện.

## Đầu tiên ở Việt Nam
Điện Mặt Trời nổi Đa Mi là dự án đầu tiên ở Việt Nam trong việc sử dụng mặt nước hồ làm nơi phát điện, mang lại nhiều lợi ích môi trường và kinh tế. Đại diện Phái đoàn Liên minh châu Âu (EU) tại Việt Nam đánh giá cao dự án này và hy vọng có thể hỗ trợ Việt Nam nhân rộng mô hình này trong khuôn khổ phát triển năng lượng bền vững trong tương lai.